# Saison 12 de Bob l'éponge
Chronologie
Saison 11 Saison 13
Cet article présente les épisodes de la douzième saison de la série d'animation télévisée américaine Bob l'éponge diffusée du 11 novembre 2018 au 29 avril 2022 sur Nickelodeon.
En France, la douzième saison est diffusée du 13 avril 2019 au 15 novembre 2022 sur Nickelodeon France et en Belgique depuis le 2 mai 2019 sur Nickelodeon Wallonie.

## Production

### Développement
Le 5 mai 2017, il a été annoncé que la série avait été renouvelée pour une douzième saison. Cette saison comportera 26 épisodes d'une demi-heure, ce qui porte le total de la série à 267 épisodes, et sa diffusion a débuté le 11 novembre 2018.

### Diffusion
- États-Unis : depuis le 11 novembre 2018 sur Nickelodeon
- Canada : diffusée sur Télétoon Canada
- France : depuis le 13 avril 2019 sur Nickelodeon France
- Québec : diffusée sur VRAK
- Belgique : depuis le 2 mai 2019 sur Nickelodeon Wallonie

## Épisodes
| № | #   | Titre français / Titre original                                                      | Réalisation                              | Scénario        | Première diffusion | Première diffusion | Audiences |
| --- | --- | ------------------------------------------------------------------------------------ | ---------------------------------------- | --------------- | ------------------ | ------------------ | --------- |
| 242A | 1A  | Bob à la ferme FarmerBob                                                             | Alan Smart                               | Luke Brookshier | 11 novembre 2018   | 27 avril 2019      | 1,40      |
| Bob l'éponge et Patrick travaillent chaque jour à la ferme du vieux Jenkins, à leur grand désarroi. Note : C'est le seul épisode de cette saison à avoir été diffusé d'où le scénario parle de la vie de Stephen Hillenburg. Invité : John Gegenhuber (en) : Mr Jenkins.                                                 |     |                                                                                      |                                          |                 |                    |                    |           |
| 242B | 1B  | Gary et Spot Gary & Spot                                                             | Andrew Overtoom                          | Andrew Goodman  | 27 juillet 2019    | 27 avril 2019      | 1,21      |
| Sandy raconte les aventures nocturnes de Gary et de son copain secret : Spot. |     |                                                                                      |                                          |                 |                    |                    |           |
| 243A | 2A  | La crétinade The Nitwitting                                                          | Tom Yasumi                               | Kaz             | 13 janvier 2019    | 13 avril 2019      | 1,05      |
| Patrick introduit Bob l'éponge dans sa prestigieuse société d'"idiots" et de "crétins". Invité : Peter Browngardt (en) : le roi des crèmes glacées |     |                                                                                      |                                          |                 |                    |                    |           |
| 243B | 2B  | La balade du gros crasseux The Ballad of Filthy Muck                                 | Alan Smart                               | Kaz             | 20 janvier 2019    | 13 avril 2019      | 0,95      |
| Patrick prend sa crasse à un autre extrême, jouant tellement dans la poubelle qu'il en devient méconnaissable. Invité : John Gegenhuber (en) : Mr Jenkins |     |                                                                                      |                                          |                 |                    |                    |           |
| 244A | 3A  | La crousti cabane The Krusty Slammer                                                 | Andrew Overtoom                          | Andrew Goodman  | 27 janvier 2019    | 23 novembre 2019   | 1,24      |
| Mr. Krabs transforme le Crabe Croustillant en une prison après que Plankton ait enfreint la loi, mais le crime ne paie pas très longtemps. |     |                                                                                      |                                          |                 |                    |                    |           |
| 244B | 3B  | Le camping carananas Pineapple RV                                                    | Tom Yasumi                               | Luke Brookshier | 17 juillet 2020    | 26 décembre 2019   | 0,73      |
| Bob l'éponge et Patrick transforment l’ananas en mobil-home pour emmener Carlo dans le voyage qu’il mérite. |     |                                                                                      |                                          |                 |                    |                    |           |
| 245A | 4A  | Les jambes de Gary Gary's Got Legs                                                   | Andrew Overtoom                          | Luke Brookshier | 27 juillet 2019    | 30 novembre 2019   | 1,21      |
| Gary reçoit deux paires de membres pour suivre Bob l'éponge, mais son propriétaire a rapidement l’air paresseux en comparaison. |     |                                                                                      |                                          |                 |                    |                    |           |
| 245B | 4B  | Le Roi Plankton King Plankton                                                        | Alan Smart                               | Kaz             | 22 juin 2019       | 30 novembre 2019   | 0,97      |
| Plankton s'entraîne à dominer le monde en se rétrécissant et se déclare roi de l'aquarium de Bob l'éponge. |     |                                                                                      |                                          |                 |                    |                    |           |
| 246A | 5A  | Le chum avarié de Plankton Plankton's Old Chum                                       | Andrew Overtoom                          | Kaz             | 30 novembre 2019   | 12 janvier 2020    | 1,10      |
| Lorsque l'endroit habituel de Plankton pour décharger son "chum" pourri est trop plein, il persuade Bob l'éponge de le cacher aux alentours de la ville. |     |                                                                                      |                                          |                 |                    |                    |           |
| 246B | 5B  | Temps orageux Stormy Weather                                                         | Tom Yasumi                               | Mr. Lawrence    | 22 juin 2019       | 23 novembre 2019   | 0,97      |
| Bob l'éponge se lie d'amitié avec un petit nuage d'orage, mais doit le protéger d'un présentateur météo fou. |     |                                                                                      |                                          |                 |                    |                    |           |
| 247A | 6a  | Amitié dans le marais Swamp Mates                                                    | Tom Yasumi                               | Luke Brookshier | 11 avril 2020      | 21 septembre 2021  | 0,89      |
| Boule de Gras se retrouve coincé avec Patrick dans un marécage mystérieux, à la recherche d'une figurine d'action perdue. |     |                                                                                      |                                          |                 |                    |                    |           |
| 247B | 6b  | Le tour de magie de Bob One Trick Sponge                                             | Andrew Overtoom                          | Mr. Lawrence    | 11 avril 2020      | 21 septembre 2021  | 0,89      |
| Bob l'éponge apprend un nouveau tour de magie mais ne trouve pas d'audience pour la montrer. |     |                                                                                      |                                          |                 |                    |                    |           |
| 248A | 7A  | Le seau croustillant The Krusty Bucket                                               | Tom Yasumi                               | Mr. Lawrence    | 10 août 2019       | 30 novembre 2019   | 1,09      |
| Plankton crée deux clones, en combinant lui-même et Monsieur Krabs, mais aucun des restaurants n’est à l’abri des nouveaux venus. |     |                                                                                      |                                          |                 |                    |                    |           |
| 248A | 7B  | Carlo dans le bus Squid's on a Bus                                                   | Andrew Overtoom                          | Kaz             | 28 septembre 2019  | 30 novembre 2019   | 1,28      |
| Carlo change de travail pour devenir chauffeur de bus pour un bon voyage, mais sa bonne humeur finit par tomber quand Bob l'éponge et Patrick montent à bord. Invité : Maurice LaMarche : le conducteur de bus et le costumier anonyme.                                                                                  |     |                                                                                      |                                          |                 |                    |                    |           |
| 249A | 8A  | Les Nièces infernales de Sandy Sandy's Nutty Nieces                                  | Michelle Bryan et Alan Smart             | Luke Brookshier | 29 juin 2019       | 7 décembre 2019    | 0,94      |
| Quand Bob se porte volontaire pour garder les trois nièces de Sandy, tout ne se passe pas comme prévu... Invité : Maria Bamford (en) : Macadamia, Hazelnut et Pistachio (noms originaux) |     |                                                                                      |                                          |                 |                    |                    |           |
| 249B | 8B  | Agents d'Insécurité Insecurity Guards                                                | Tom Yasumi                               | Luke Brookshier | 29 juin 2019       | 7 décembre 2019    | 0,94      |
| Bob l'éponge et Patrick se portent volontaires en tant que gardes du musée, tandis que Carlo tente de suspendre son tableau en passant inaperçu. |     |                                                                                      |                                          |                 |                    |                    |           |
| 250A | 9A  | Réveil cassé Broken Alarm                                                            | Alan Smart                               | Ben Gruber      | 6 juillet 2019     | 21 septembre 2021  | 1,36      |
| Bob l'éponge brise son précieux réveil, et rien ne fait assez de bruit pour le réveiller à l'heure. |     |                                                                                      |                                          |                 |                    |                    |           |
| 250B | 9B  | Le bébé de Karen Karen's Baby                                                        | Andrew Overtoom                          | Ben Gruber      | 10 août 2019       | 21 septembre 2021  | 1,09      |
| Karen apprend rapidement que les enfants grandissent trop vite après que son nouvel enfant arrive par la poste. |     |                                                                                      |                                          |                 |                    |                    |           |
| 251A | 10A | Une carapace pour deux Shell Games                                                   | Tom Yasumi                               | Andrew Goodman  | 7 mars 2020        | 12 janvier 2020    | 0,80      |
| Patrick découvre que le rocher sous lequel il vit est en fait une tortue de mer qui avait dormi pendant trop longtemps. Invité : Bobby Cannavale : Tony |     |                                                                                      |                                          |                 |                    |                    |           |
| 251B | 10B | Un peu de respect pour les anciens Senior Discount                                   | Michelle Bryan, Alan Smart et Tom Yasumi | Andrew Goodman  | 6 juillet 2019     | 23 novembre 2019   | 1,36      |
| Monsieur Jenkins, comme toujours, perturbe le travail au Crabe Croustillant, mais Monsieur Krabs ne trouve aucun moyen de le faire partir. Invité : John Gegenhuber (en) : Mr Jenkins et ses ancêtres |     |                                                                                      |                                          |                 |                    |                    |           |
| 252A | 11A | Les dents de bonheur Mind the Gap                                                    | Andrew Overtoom                          | Mr. Lawrence    | 14 septembre 2019  | 15 février 2020    | 1,14      |
| Carlo essaie de boucher le trou entre les dents de Bob l'éponge, ce qui cause des changements inattendus dans son comportement. |     |                                                                                      |                                          |                 |                    |                    |           |
| 252B | 11B | Le retour de la bulle infernale Dirty Bubble Returns                                 | Tom Yasumi                               | Mr. Lawrence    | 23 novembre 2019   | 15 février 2020    | 1,07      |
| La Bulle Infernale, après avoir été nettoyée, travaille à la plonge au Crabe Croustillant, où il est attiré par le gras. |     |                                                                                      |                                          |                 |                    |                    |           |
| 253A | 12A | Le fléau de la méduse Jolly Lodgers                                                  | Andrew Overtoom                          | Kaz             | 7 mars 2020        | 7 août 2020        | 0,80      |
| Alors que la maison de Carlo devient infestée, celui-ci fait ses valises pour aller à l'hôtel. Mais un autre type de parasite l'attend là-bas. |     |                                                                                      |                                          |                 |                    |                    |           |
| 253B | 12B | Mamie-Sitting Biddy Sitting                                                          | Michelle Bryan et Alan Smart             | Kaz             | 8 février 2020     | 29 février 2020    | 0,94      |
| Bob l'éponge et Patrick se font piéger en gardant une vieille dame grognonne, car elle fait tout ce qui est en son pouvoir pour s'échapper. |     |                                                                                      |                                          |                 |                    |                    |           |
| 256A | 15A | Bob à Hasard-Ville SpongeBob in RandomLand                                           | Michelle Bryan et Alan Smart             | Kaz             | 21 septembre 2019  | 16 novembre 2019   | 1,43      |
| Bob l'éponge et Carlo doivent livrer un pâté de crabe dans un monde sans queue ni tête. |     |                                                                                      |                                          |                 |                    |                    |           |
| 256B | 15B | La Mauvaise Habitude de Bob SpongeBob's Bad Habit                                    | Andrew Overtoom                          | Luke Brookshier | 21 septembre 2019  | 16 novembre 2019   | 1,43      |
| Une manie très envahissante agace l'entourage de Bob l'éponge. |     |                                                                                      |                                          |                 |                    |                    |           |
| 257A | 16A | Gandemonium Handemonium                                                              | Alan Smart et Tom Yasumi                 | Mr. Lawrence    | 23 novembre 2019   | 15 février 2020    | 1,07      |
| Le gant géant du Seau de l'enfer de Plankton se déchaîne en ville, mais Bob l'éponge a un ami pratique pour résoudre les conflits. |     |                                                                                      |                                          |                 |                    |                    |           |
| 257B | 16B | Une pause s'impose Breakin'                                                          | Tom Yasumi                               | Andrew Goodman  | 14 septembre 2019  | 7 mars 2020        | 1,14      |
| Bob l'éponge prend sa toute première pause au travail, mais comment pourrait-il passer le temps ? |     |                                                                                      |                                          |                 |                    |                    |           |
| 258A | 17A | Patron d'un jour Boss for a Day                                                      | Alan Smart                               | Andrew Goodman  | 17 juillet 2020    | 13 mars 2021       | 0,73      |
| Monsieur Krabs a un accident et donne les responsabilités du Crabe Croustillant à Bob l'éponge Invité : John Gegenhuber (en) : le poisson salarié et le client. |     |                                                                                      |                                          |                 |                    |                    |           |
| 258B | 17B | Pause glouton The Goofy Newbie                                                       | Tom Yasumi                               | Kaz             | 28 septembre 2019  | 18 novembre 2021   | 1,28      |
| Patrick trouve un travail chez Goofy Goober (nom original) lorsqu'il découvre que les employés reçoivent de la glace gratuite. Invité : Gary Anthony Williams : le manager de l'entreprise Goofy Goober et le client. |     |                                                                                      |                                          |                 |                    |                    |           |
| 259A | 18A | Le fantôme de Plankton The Ghost of Plankton                                         | Alan Smart                               | Mr. Lawrence    | 12 octobre 2019    | 31 octobre 2019    | 1,00      |
| Plankton devient un fantôme pour voler la formule secrète, mais a besoin de quelques leçons du Hollandais Volant. Invité : John Gegenhuber (en) : le vieux M. Jenkins et la voleuse |     |                                                                                      |                                          |                 |                    |                    |           |
| 259B | 18B | Double Krabs My Two Krabses                                                          | Michelle Bryan                           | Andrew Goodman  | 18 janvier 2021    | 31 octobre 2019    | -         |
| M. Krabs se prépare pour un rendez-vous galant, mais Bob l'éponge et Patrick lui donnent un peu plus d'aide qu'il n'en a besoin. |     |                                                                                      |                                          |                 |                    |                    |           |
| 260A | 19A | Toc, toc, toc, qui est là? Knock Knock, Who's There?                                 | Tom Yasumi                               | Kaz             | 23 avril 2021      | 6 mars 2022        | -         |
| Bob l'éponge surveille la maison de M. Krabs en son absence, et prend des mesures radicales pour éviter les cambriolages. |     |                                                                                      |                                          |                 |                    |                    |           |
| 260B | 19B | Dans la peau de l'assuré Pat Hearts Squid                                            | Michelle Bryan                           | Mr. Lawrence    | 9 juillet 2021     | 6 mars 2022        | -         |
| Carlo est obligé de vivre chez Patrick, mais l'attitude de ce dernier déplait de plus en plus à Carlo. |     |                                                                                      |                                          |                 |                    |                    |           |
| 261A | 20A | Louis l'escargot Lighthouse Louie                                                    | Alan Smart                               | Luke Brookshier | 18 janvier 2021    | 7 mars 2020        | -         |
| Bob l'éponge nettoie le phare de l'auto-école de Mme Puff, dans lequel il découvre un compagnon mignon, mais insupportable. |     |                                                                                      |                                          |                 |                    |                    |           |
| 261B | 20B | Epidémie de hoquet Hiccup Plague                                                     | Tom Yasumi                               | Luke Brookshier | 22 avril 2022      | 14 novembre 2022   | -         |
| À Bikini Bottom, personne n'est à l'abri d'un cas de hoquet contagieux. |     |                                                                                      |                                          |                 |                    |                    |           |
| 262A | 21A | Une cabane dans des algues A Cabin in the Kelp                                       | Michelle Bryan                           | Kaz             | 12 octobre 2019    | 7 mars 2020        | 1,00      |
| Les Gal Pals (nom original) emmènent Pearl dans une cabane dans les bois pour un week-end de farces stupides. |     |                                                                                      |                                          |                 |                    |                    |           |
| 262B | 21B | L'obsession The Hankering                                                            | Alan Smart                               | Andrew Goodman  | 30 novembre 2019   | 7 mars 2020        | 1,10      |
| Monsieur Krabs a un secret caché qui est... surprenant. Invité : Gilbert Gottfried : Sal |     |                                                                                      |                                          |                 |                    |                    |           |
| 263A | 22A | Le zoo des bulles Who R Zoo?                                                         | Michelle Bryan et Tom Yasumi             | Mr. Lawrence    | 8 février 2020     | 15 novembre 2022   | 0,94      |
| Bob l'éponge et Patrick créent leur propre zoo, entièrement constitué de bulles. |     |                                                                                      |                                          |                 |                    |                    |           |
| 263B | 22B | Le Crabe en quarantine Kwarantined Krab                                              | Tom Yasumi                               | Andrew Goodman  | 29 avril 2022      | 14 novembre 2022   | -         |
| Le Crabe Croustillant passe en quarantaine d'urgence, mais personne ne sait qui porte la maladie mystérieuse... |     |                                                                                      |                                          |                 |                    |                    |           |
| 264A | 23A | Le stagiaire de Plankton Plankton's Intern                                           | Alan Smart                               | Luke Brookshier | 30 avril 2021      | 22 septembre 2022  | -         |
| Le Plankton a besoin d'aide pour voler la formule secrète, alors il engage un stagiaire qui en sait plus sur Monsieur Krabs que quiconque. |     |                                                                                      |                                          |                 |                    |                    |           |
| 264B | 24B | La crisa de colère de Patrick Patrick's Tantrum                                      | Tom Yasumi                               | Kaz             | 25 février 2022    | 6 mars 2022        | -         |
| Chaque fois que Patrick entend une cloche, il devient fou. |     |                                                                                      |                                          |                 |                    |                    |           |
| 265A | 24A | La dette de Boule de Gras Bubble Bass's Tab                                          | Alan Smart                               | Kaz             | 9 avril 2021       | 13 mars 2022       | -         |
| Boule de Gras ne paie pas sa note après avoir acheté de la nourriture au Crabe Croustillant, alors Monsieur Krabs envoie Bob l'eponge et Carlo chez lui pour essayer de le faire payer. |     |                                                                                      |                                          |                 |                    |                    |           |
| 265B | 24B | Cuisine à la Bob Kooky Cooks                                                         | Alan Smart et Tom Yasumi                 | Luke Brookshier | 9 avril 2021       | 13 mars 2022       | -         |
| Après une catastrophe dans un restaurant chic, Mme Puff pense que Monsieur Krabs est trop bon marché, alors il engage Bob l'eponge et Carlo comme serveurs pour l'impressionner. |     |                                                                                      |                                          |                 |                    |                    |           |
| 266 | 25  | La prison du Monde du Gant Escape from Beneath Glove World / Escape from Glove World | Alan Smart et Tom Yasumi                 | Mr. Lawrence    | 18 janvier 2020    | 30 mai 2020        | 1,25      |
| Bob l'éponge et Patrick se font emprisonner dans la prison du Monde du Gant, et font tout pour s'en échapper. |     |                                                                                      |                                          |                 |                    |                    |           |
| 267A | 26A | Les vendeurs croustillants Krusty Koncessionaires                                    | Michelle Bryan                           | Andrew Goodman  | 7 novembre 2020    | 20 mars 2021       | 0,66      |
| Le Crabe Croustilland fait des concessions lors d’un grand concert pour The Low Tides (nom original). Bob sert des Pâtés de Crabe au client, M. Krabs tente de faire de la publicité pour le Crabe Croustilland pendant le spectacle, et Carlo se faufile dans les coulisses pour rencontrer l’un des membres du groupe. |     |                                                                                      |                                          |                 |                    |                    |           |
| 267B | 26B | L'explorêveur Dream Hoppers                                                          | Alan Smart et Tom Yasumi                 | Andrew Goodman  | 7 novembre 2020    | 20 mars 2021       | 0,66      |
| Bob l'éponge arrive à la maison, fatigué après le concert. Il a un rêve musical l’impliquant à chasser un Pâté de Crabe sensible à travers les rêves de Patrick et Carlo. |     |                                                                                      |                                          |                 |                    |                    |           |

## Épisodes spéciaux
| № | Titre français / Titre original                                                                               | Réalisation                              | Scénario                                                    | Première diffusion | Première diffusion | Audiences |
| --- | --- | ---------------------------------------- | ----------------------------------------------------------- | ------------------ | ------------------ | --------- |
| 1 | Bob l'éponge: Le grand anniversaire SpongeBob's Big Birthday Blowout                                          | Michelle Bryan, Alan Smart et Tom Yasumi | Kaz et Mr. Lawrence                                         | 12 juillet 2019    | 13 juillet 2019    | 1,83      |
| Bob l'éponge et Patrick parcourent le monde de la surface, tandis que le reste de Bikini Bottom prépare une fête surprise pour Bob l'éponge ! Note : Cet épisode célèbre le 20e anniversaire de la série. Il est aussi dédicacé en mémoire de Stephen Hillenburg. Invités spéciaux : Jack Griffo, Daniella Perkins, Kel Mitchell, David Hasselhoff et Jace Norman. | |                                          |                                                             |                    |                    |           |
| 2 | titre français inconnu Patchy's Playlist                                                                      | -                                        | Michael Esposito                                            | 30 novembre 2019   | Date inconnue      | 1,06      |
| Patchy anime un clip musical, avec des chansons d’épisodes précédents. | |                                          |                                                             |                    |                    |           |
| 3 | Journée spéciale Bob l'éponge: Fête sur la plage avec Patchy SpongeBob Appreciation Day: Patchy's Beach Bash! | Tom Stern                                | Tom Stern, Doug Lawrence, Andrew Goodman et Luke Brookshier | 4 janvier 2020     | 22 février 2020    | 0,96      |
| | |                                          |                                                             |                    |                    |           |
| 4 | titre français inconnu The Stars of SpongeBob Fan Favorites Special                                           | -                                        | -                                                           | 5 juin 2020        | Date inconnue      | 0,79      |
| | |                                          |                                                             |                    |                    |           |
| 5 | titre français inconnu SpongeBob's Spookiest Scenes Countdown Special                                         | -                                        | -                                                           | 2 octobre 2020     | Date inconnue      | 0,72      |
| | |                                          |                                                             |                    |                    |           |
| 6 | titre français inconnu The SpongeBob SportsPants Countdown Special                                            | -                                        | -                                                           | 10 janvier 2021    | Date inconnue      | 1,05      |
| | |                                          |                                                             |                    |                    |           |